# Point Lay
Point Lay est une localité (Census-designated place) d'Alaska aux États-Unis située dans le Borough de North Slope, sa population était de 330 habitants en 2020.

## Situation - climat
Elle est située au sud de l'embouchure de la rivière Kokolik à 531 km de Barrow.
Les températures extrêmes vont de −48 °C en hiver à 26 °C en été.

## Histoire

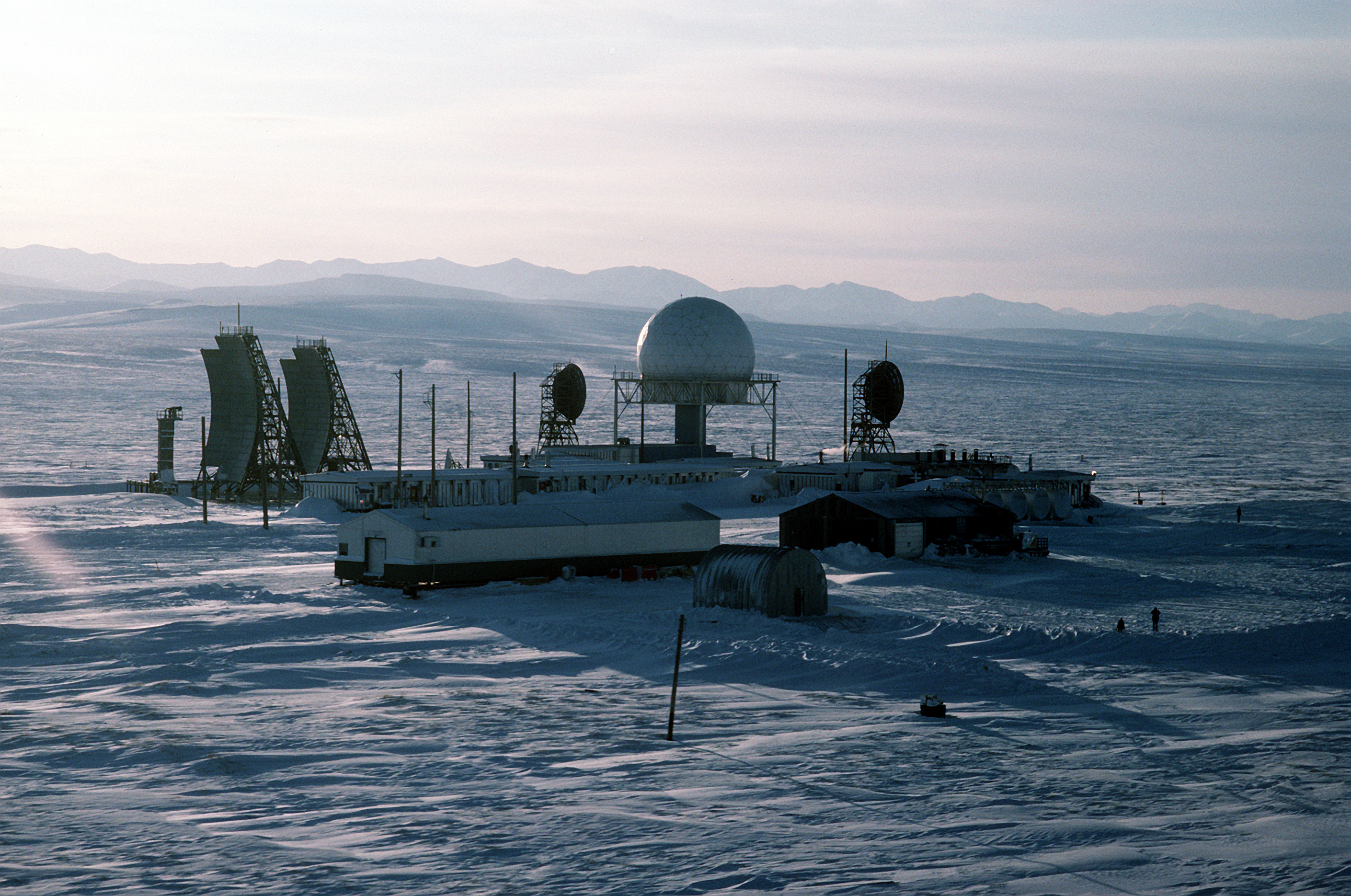
Station radar de Point Lay.

C'est un des plus récents villages Iñupiat de la côte arctique. Quelques familles s'y étaient établies et ont été rejointes par d'autres, en 1929-1930 en provenance de Point Hope. En 1974 le village a déménagé à cause des inondations de la rivière, l'ancien site n'étant occupé que pour des activités saisonnières de chasse et de pêche, et ont été rejoints par des habitants de Barrow et de Wainwright, tandis que le village devait une fois de plus déménager et se trouve actuellement plus au sud, à proximité de la station radar de l'US Air Force construite pour la Ligne DEW.
L'économie locale est basée sur la chasse à la baleine, la pêche et le travail fourni par les instances gouvernementales.

## Démographie
| 1880 | 1890 | 1940 | 1950 | 1980 | 1990 |
| ---- | ---- | ---- | ---- | ---- | ---- |
| 30   | 77   | 117  | 75   | 68   | 139  |

| 2000 | 2010 | 2020 | - | - | - |
| ---- | ---- | ---- | - | - | - |
| 247  | 189  | 330  | - | - | - |

## Sources et références
- (en) CIS

- (en) Cet article est partiellement ou en totalité issu de l’article de Wikipédia en anglais intitulé « Point Lay, Alaska » (voir la liste des auteurs).

1. ↑  (en) « Statistiques des États-Unis - Alaska - Profils des communautés de 2010 » (consulté en avril 2021)